# Kvantitativno istraživanje
Kvantitativno istraživanje je istraživanje koje se provodi u društvenim znanostima, oslanjajući se na teoriju vjerojatnosti i statistiku, rezultate dobivene na uzorku ispitanika primjenjuju na cjelokupnu populaciju. Cilj istraživanja može biti opis stanja ili ustanovljavanje uzročno-posljedičnih odnosa između pojedinih komponenta. U ovu skupinu istraživanja spadaju eksperimenti, kao i terenske, telefonske i poštanske ankete.
Polazi se od jasno definiranih, unaprijed postavljenih hipoteza koje se testiraju statističkim analizama.  Glavni cilj je provjera teorija i hipoteza, uočavanje uzročno posljedičnih veza. Ovakvo istraživanje se ne provodi u prirodnim uvjetima već izoliranjem varijabli, kontrolom vanjskih čimbenika kojima se može pristupiti isključivo empirijskim putem. 

## Istraživačke metode
U kvantitativnim istraživanjima se koriste standardne tehnike kao što su osobni intervju, telefonsko ili internet istraživanje. Temelje se na strukturiranim pitanjima manje kompleksnosti i reprezentativnom uzorku ispitanika, te daju rezultate primjenjive na ukupnu populaciju. Uključuju statističke analize.

## Područje primjene
Kvantitativna istraživanja se primjenjuju u društvenim znanostima npr. u lingvistici, antropologiji, sociologiji i ekonomiji.

## Poveznice
- Kvalitativno istraživanje
- Bibliometrija